# Вальдемар Цєрпінські
Вальдемар Цєрпінські  (нім. Waldemar Cierpinski, 3 серпня 1950) — німецький легкоатлет, олімпійський чемпіон.

## Виступи на Олімпіадах
| Олімпіада     | Дисципліна | Результат | Місце |
| ------------- | ---------- | --------- | ----- |
| Монреаль 1976 | Марафон    | 2:09.55   | 1     |
| Москва 1980   | Марафон    | 2:11.03   | 1     |